# GISTBoK
GISTBoK（Geographic Information Science and Technology Body of Knowledge）は、1997年にDuane Marbleと選抜タスクチームによって始められ、2006年にDavid DiBiaseと編集チームによって完成された、そのモデル・カリキュラム・プロジェクトの最初の成果物として地理情報科学の大学コンソーシアム(UCGIS)によって生成された一つの参照ドキュメントである。

## 概要
GISTBoK は、地理情報システム、地理情報科学、リモートセンシング、衛星ナビゲーションシステム、あるいは地図作成を含む、地理空間に特有な、概念と技能の包括的アウトラインを創作する今日までに最も成功した努力である。それはそうとして、それは、地理コードのような、若干のトピックを見落としていて、そして重要な解像度の課題を持っています：地理計算の比較的未熟なフィールドに知識領域の全体を与えている一方で、探索、GPSやリモートセンシングのような大規模で、成熟したサブフィールドが、小さいセクションでカバーされている。規律を容易にカプセル化するにはあまりにも多様でかつ主観的であるという理由から、特にGIS批判共同体から、全体としてドキュメント化することに反対もある。編集者は、これらの欠点を認め、将来の版におけるより広範なインプットがこれらの課題の幾らかを解決するであろうと希望を表明した。
GISTBoK は、カリキュラム設計、教育的評定、教育プログラム認可、専門家認証、雇用実践、及びプロジェクト RFP を含めて、いろいろなアプリケーションで使われることを意図している。これらすべての活動は、地理専門家の規制と標準化に向け現在向かっている方向の要素であり、知識体系への反対の多くは、特に学界からGIS&Tが規制されるにはあまりにも多様で、学際的で、かつ主観的すぎると感じて、この傾向への反対が届いている。これに対局するへの1つの反論は、知識体系アプローチが技能と視点の多様性を受け入れる規制の緩やかな形式を可能にすることである。
GISTBoK は、ACMのコンピューティング・カリキュラムプロジェクトと他のモデル・カリキュラム・プロジェクトの後パターン化される。それは本質的に、知識領域で構成され、ユニットに分解され、さらにトピックに分けられる階層的なアウトラインである。各トピックは、知識と技能のさまざまなレベルの人を例証する、5－10の教育的目的のリストを含む。それはそれぞれのトピックの百科事典的記述を含まない。
初版は、UCGIS といくつかの主要ベンダー（ESRI, Intergraph, 及び GE Smallworld）の共同スポンサーの元、アメリカ地理学会によって2006年8月に公開された。

## 参照
- DiBiase, David, DeMers, M., Johnson, A., Kemp, K., Luck, A.T., Plewe, B., and Wentz, E.,2006, Geographic Information Science & Technology Body of Knowledge, Washington, D.C.: Association of American Geographers.

- 知識体系 (BOK)